# Libqrencode
libqrencodeは、QRコードを生成するためのフリーかつオープンソースのライブラリである。作者は明治大学総合数理学部先端メディアサイエンス学科/同大学院先端数理科学研究科先端メディアサイエンス専攻教授の福地健太郎。C言語で書かれており、高速かつコンパクトなライブラリであることが特徴である。
systemdのビルド時にはこのライブラリを任意の依存関係として指定することができる。
QRコードを生成するためのコンソールアプリケーションであるqrencodeも開発されている。